# Franck Rolling
Franck Rolling est un footballeur français né le 23 août 1968 à Colmar. Il était défenseur. 

## Carrière
- 1986-1992 : RC Strasbourg
- 1992-1994 : Pau FC
- 1994-1995 (septembre) : Ayr United Football Club
- 1995 (septembre)-1997 : Leicester City
- 1997-1998 : Bournemouth AFC
- 1998-1999 (février) : Gillingham FC
- 1999 (février)-1999 : SK Vorwärts Steyr
- 1999-2000 : PAE Veria
- 2000-2001 : Jura Sud Foot

## Palmarès
- Champion de France de D2 en 1988 avec le RC Strasbourg
- Champion de Division 3 Groupe Centre Ouest en 1993.
- Vainqueur de la Coupe de la Ligue Angleterre / League Cup en 1997 avec Leicester City contre Middlesbrough FC.
- Finaliste de la Coupe EFL Trophy en 1998 avec Bournemouth AFC